# عریضه
عریضه (به عربی: العریضة) یک منطقهٔ مسکونی در لبنان است که در شهرستان عکار واقع شده‌است.